# Пяловская улица
Пя́ловская у́лица — улица в Северном административном округе Москвы, в районе Западное Дегунино от Коровинского шоссе к Октябрьской железной дороге (платформа «Моссельмаш»).

## Происхождение названия
Улица названа в 1966 году по Пяловскому водохранилищу, входящему в систему водоёмов, снабжающих Москву пресной водой, в связи с расположением улицы в северной части Москвы.

## Описание
Пяловская улица начинается от Коровинского шоссе немного севернее его развязки с Дмитровским шоссе напротив площади Туманяна. Проходит на юго-запад, направо от неё отходит Дегунинская улица, затем слева — Ильменский проезд, заканчивается на перекрёстке с Путейской улицей напротив платформы «Моссельмаш» Октябрьской железной дороги.

## Примечательные здания
- № 21 — МОГТОРЭР № 2 ГИБДД ГУ МВД России.

## Транспорт
- Метро. В настоящее время ближайшая станция метро «Селигерская». Ближе к южному концу улицы расположена железнодорожная платформа «Моссельмаш».